# 23128 Dorminy
23128 Dorminy este un asteroid din centura principală de asteroizi.

## Descriere
23128 Dorminy este un asteroid din centura principală de asteroizi. A fost descoperit pe 5 ianuarie 2000 la Socorro, New Mexico, în cadrul proiectului LINEAR. Asteroidul prezintă o orbită caracterizată de o semiaxă mare de 2,29 ua, o excentricitate de 0,10 și o înclinație de 3,1° în raport cu ecliptica.